# Jorge van Rankin
Jorge Gabriel van Rankin Arellano (Ciudad de México, 5 de junio de 1963), conocido como el Burro, es un actor, locutor, conductor de radio y televisión.

## Carrera
Comenzó en 1986 en WFM 96.9 en relaciones públicas y en un programa de rock en español llamado Fusión. Ese mismo año también participó en el video Cuando calienta el sol de su entonces amigo Luis Miguel.
En WFM 96.9, permaneció hasta 1990, cuando obtuvo la gerencia del Canal 5 de televisión.
En 1993, regresó a la radio con un programa en WFM 96.9 llamado El cañón del Zopilote, con Esteban Arce. Ese mismo año, debutó como conductor del programa El calabozo, también al lado de Arce, con personajes como Lencho, Ambriz, la Pared, Quique, Lázaro, Sammy Pérez, la Tachuela, Arturito y Elías. 
En 1996, ingresó a la estación Vox FM 101.7 (hoy Los 40), donde posteriormente fungió como director de dicha estación hasta el año 2002. Condujo el programa de televisión Fresas en mi chile junto a Paloma Márquez en Telehit en 2000. 
En 2001, actuó en la telenovela infantil  Carita de ángel y en 2002 en  Salomé.
En 2003, ingresó a la casa de Big Brother VIP en su segunda edición, de donde salió como sexto expulsado. En marzo de 2004, Big Brother decidió recibirlo una vez más, en la tercera edición del programa de telerrealidad, al que ingresó como sorpresa en la tercera semana. En esa ocasión llegó a la final, pero obtuvo solo el cuarto lugar.
En 2006, trabajó en el programa cómico Que madre tan padre al lado de la actriz y cantante costarricense Maribel Guardia y de Mauricio Castillo, con el que años más tarde conduciría el programa Miembros al aire. Participó también en el programa Espacio en blanco, conducido por Mauricio Barcelata, y el programa La roña, luego condujo Hasta adentro en Unicable.

Desde 2010, condujo Miembros al aire junto a Leonardo de Lozanne, Raúl Araiza, Mauricio Castillo y Arath de la Torre. En 2023, fue despedido del programa.
En 2011, participó en la telenovela Una familia con suerte, en donde interpreta a Nico, donde comparte créditos con Arath de la Torre y Mayrín Villanueva.
Tiene un programa radiofónico al lado de Raúl Araiza en EXA 104.9 llamado Burro negro.
Trabaja la serie de 40 y 20 junto a Mauricio Garza, Michelle Rodríguez y Mónica Huarte.
Dobla el personaje de Oog-Oog en la serie animada basada en los videojuegos Beach Buggy Blitz y Beach Buggy Racing titulada Beach Buggy Show, de la televisora alemana Deutsche Welle.
Desde 2013 hasta la fecha, es conductor del programa matutino Hoy al lado de Andrea Legarreta, Galilea Montijo y Raúl Araiza.